# Kalendarium pierwszego rządu Mateusza Morawieckiego

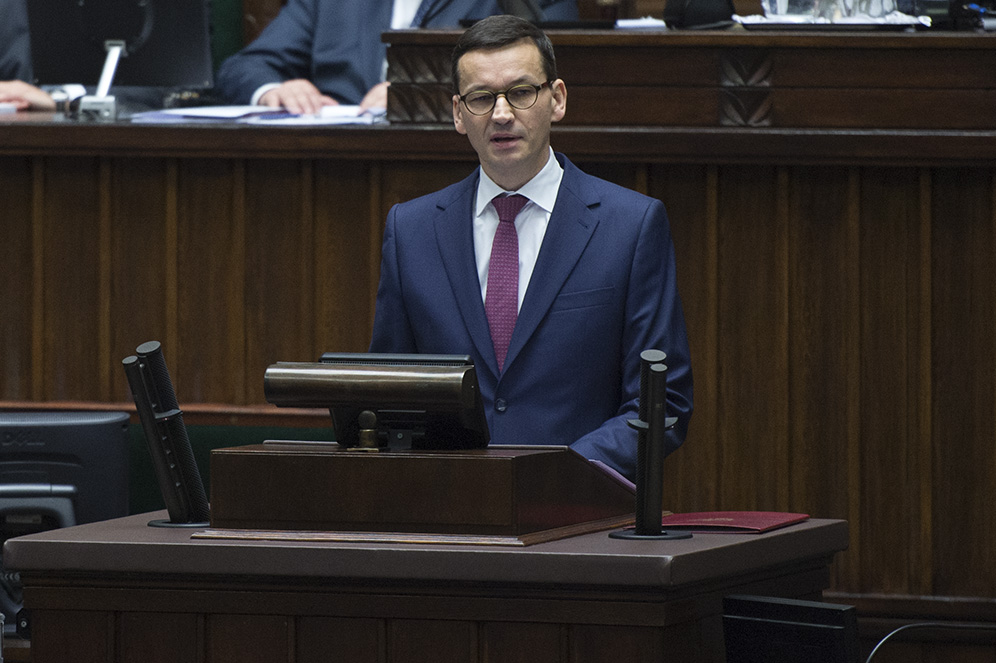
Mateusz Morawiecki wygłasza exposé w Sejmie RP, 12 grudnia 2017

Kalendarium pierwszego rządu Mateusza Morawieckiego – opisuje powołanie pierwszego rządu Mateusza Morawieckiego, zmiany na stanowiskach ministrów, sekretarzy stanu, podsekretarzy stanu, wojewodów i wicewojewodów, a także zmiany personalne na kierowniczych stanowiskach w urzędach centralnych podległych Radzie Ministrów.

## Proces powołania rządu
- 8 grudnia 2017 – Prezydent RP Andrzej Duda desygnował na Prezesa Rady Ministrów Mateusza Morawieckiego, powierzając mu misję sformowania rządu[1].
- 11 grudnia 2017 – Prezydent RP Andrzej Duda powołał i zaprzysiągł Prezesa Rady Ministrów wraz ze składem Rady Ministrów[2][3][4].

## Exposé i wotum zaufania
- 12 grudnia 2017 – Mateusz Morawiecki wygłosił exposé i złożył wniosek do Sejmu o udzielenie wotum zaufania[5],
- uchwałą Sejmu z 12 grudnia 2017 Rada Ministrów Mateusza Morawieckiego otrzymała wotum zaufania. Za jego udzieleniem głosowało 243 posłów, przeciw opowiedziało się 192. Poparcia Radzie Ministrów udzielił klub parlamentarny: Prawa i Sprawiedliwości, koło poselskie Wolni i Solidarni oraz dwóch posłów niezrzeszonych. Przeciw były: Nowoczesna, Platforma Obywatelska, Kukiz’15, Polskie Stronnictwo Ludowe, Unia Europejskich Demokratów oraz jeden poseł niezrzeszony. 25 posłów, głównie opozycji, było nieobecnych podczas głosowania[6].

## Powołania i odwołania

### Rok 2017
| Powołanie | Odwołanie |
| 11 grudnia 2017 | 11 grudnia 2017 |
| --- | --- |
| - Mateusza Morawieckiego, prezesa Rady Ministrów, na urząd ministra rozwoju i finansów, - Piotra Glińskiego na urzędy wiceprezesa Rady Ministrów oraz ministra kultury i dziedzictwa narodowego, - Jarosława Gowina na urzędy wiceprezesa Rady Ministrów oraz ministra nauki i szkolnictwa wyższego, - Beaty Szydło na urząd wiceprezesa Rady Ministrów, - Andrzeja Adamczyka na urząd ministra infrastruktury i budownictwa, - Witolda Bańki na urząd ministra sportu i turystyki, - Mariusza Błaszczaka na urząd ministra spraw wewnętrznych i administracji, - Marka Gróbarczyka na urząd ministra gospodarki morskiej i żeglugi śródlądowej, - Krzysztofa Jurgiela na urząd ministra rolnictwa i rozwoju wsi, - Mariusza Kamińskiego na urząd ministra-członka Rady Ministrów, - Beaty Kempy na urząd ministra-członka Rady Ministrów, - Henryka Kowalczyka na urząd ministra-członka Rady Ministrów, - Antoniego Macierewicza na urząd ministra obrony narodowej, - Konstantego Radziwiłła na urząd ministra zdrowia, - Elżbiety Rafalskiej na urząd ministra rodziny, pracy i polityki społecznej, - Anny Streżyńskiej na urząd ministra cyfryzacji, - Jana Szyszko na urząd ministra środowiska, - Krzysztofa Tchórzewskiego na urząd ministra-członka Rady Ministrów, - Witolda Waszczykowskiego na urząd ministra spraw zagranicznych, - Elżbiety Witek na urząd ministra-członka Rady Ministrów, - Anny Zalewskiej na urząd ministra edukacji narodowej, - Zbigniewa Ziobro na urzędy ministra sprawiedliwości i prokuratura generalnego. | – |
| 18 grudnia 2017 | |
| – | - Elżbiety Witek z urzędu ministra-członka Rady Ministrów (powołana na ten urząd 11 grudnia 2017). - Beaty Kempy, ministra – członka Rady Ministrów, ze stanowiska szefa Kancelarii Prezesa Rady Ministrów (powołana na to stanowisko 11 grudnia 2017), - Rafała Bochenka, podsekretarza stanu w Kancelarii Prezesa Rady Ministrów, ze stanowiska rzecznika prasowego rządu (powołany na to stanowisko 8 stycznia 2016), - Michała Dworczyka ze stanowiska sekretarza stanu w Ministerstwie Obrony Narodowej (powołany na to stanowisko 1 marca 2017). |
| 19 grudnia 2017 | |
| - Michała Dworczyka na stanowiska sekretarza stanu w Kancelarii Prezesa Rady Ministrów i szefa KPRM, - Marka Suskiego na stanowiska sekretarza stanu w Kancelarii Prezesa Rady Ministrów i szefa Gabinetu Politycznego Prezesa Rady Ministrów, - Joanny Kopcińskiej na stanowiska sekretarza stanu w Kancelarii Prezesa Rady Ministrów i rzecznika prasowego rządu. | – |

### Rok 2018
| Powołanie | Odwołanie |
| 9 stycznia 2018 | 9 stycznia 2018 |
| --- | --- |
| - Andrzeja Adamczyka na urząd ministra infrastruktury, - Mariusza Błaszczaka na urząd ministra obrony narodowej, - Joachima Brudzińskiego na urząd ministra spraw wewnętrznych i administracji, - Jacka Czaputowicza na urząd ministra spraw zagranicznych, - Teresy Czerwińskiej na urząd ministra finansów, - Jadwigi Emilewicz na urząd ministra przedsiębiorczości i technologii, - Henryka Kowalczyka na urząd ministra środowiska, - Jerzego Kwiecińskiego na urząd ministra inwestycji i rozwoju, - Łukasza Szumowskiego na urząd ministra zdrowia, - Jacka Sasina na stanowiska sekretarza stanu w Kancelarii Prezesa Rady Ministrów i przewodniczącego Stałego Komitetu Rady Ministrów. | - Andrzeja Adamczyka z urzędu ministra infrastruktury i budownictwa (powołany na ten urząd 16 listopada 2015 oraz ponownie 11 grudnia 2017), - Mariusza Błaszczaka z urzędu ministra spraw wewnętrznych i administracji (powołany na ten urząd 16 listopada 2015 oraz ponownie 11 grudnia 2017), - Henryka Kowalczyka z urzędu ministra-członka Rady Ministrów (powołany na ten urząd 16 listopada 2016 oraz ponownie 11 grudnia 2017) oraz ze stanowiska przewodniczącego Stałego Komitetu Rady Ministrów, - Antoniego Macierewicza z urzędu ministra obrony narodowej (powołany na ten urząd 16 listopada 2015 oraz ponownie 11 grudnia 2017), - Mateusza Morawieckiego, Prezesa Rady Ministrów, z urzędu ministra rozwoju i finansów (powołany na ten urząd 28 września 2016 oraz ponownie 11 grudnia 2017), - Konstantego Radziwiłła z urzędu ministra zdrowia (powołany na ten urząd 16 listopada 2015 oraz ponownie 11 grudnia 2017), - Anny Streżyńskiej z urzędu ministra cyfryzacji (powołana na ten urząd 16 listopada 2015 oraz ponownie 11 grudnia 2017), - Jana Szyszki z urzędu ministra środowiska (powołany na ten urząd 16 listopada 2015 oraz ponownie 11 grudnia 2017), - Witolda Waszczykowskiego z urzędu ministra spraw zagranicznych (powołany na ten urząd 16 listopada 2015 oraz ponownie 11 grudnia 2017), - Jacka Czaputowicza ze stanowiska podsekretarza stanu w Ministerstwie Spraw Zagranicznych (powołany na to stanowisko 15 września 2017), - Teresy Czerwińskiej ze stanowiska podsekretarza stanu w Ministerstwie Finansów (powołana na to stanowisko 7 czerwca 2017), - Jadwigi Emilewicz ze stanowiska podsekretarza stanu w Ministerstwie Rozwoju (powołana na to stanowisko 27 listopada 2015), - Jerzego Kwiecińskiego ze stanowisk sekretarza stanu w Ministerstwie Rozwoju (powołany na to stanowisko 20 listopada 2015), pełnomocnika Prezesa Rady Ministrów ds. Funduszy Europejskich i Rozwoju Regionalnego (powołany na to stanowisko w grudniu 2015) oraz pełnomocnika Rządu ds. Międzynarodowej Wystawy EXPO 2022 w Łodzi (powołany na to stanowisko w marcu 2017), - Łukasza Szumowskiego ze stanowiska podsekretarza stanu w Ministerstwie Nauki i Szkolnictwa Wyższego (powołany na to stanowisko 24 listopada 2016). |
| 15 stycznia 2018 | |
| - Piotra Müllera na stanowisko podsekretarza stanu w Ministerstwie Nauki i Szkolnictwa Wyższego, - Tomasza Zdzikota na stanowisko sekretarza stanu w Ministerstwie Obrony Narodowej. | - Mariusza Haładyja ze stanowiska podsekretarza stanu w Ministerstwie Rozwoju (powołany na to stanowisko 9 grudnia 2015), - Tadeusza Kościńskiego ze stanowiska podsekretarza stanu w Ministerstwie Rozwoju (powołany na to stanowisko 27 listopada 2015). |
| 16 stycznia 2018 | |
| - Mariusza Haładyja na stanowisko podsekretarza stanu w Ministerstwie Przedsiębiorczości i Technologii, - Tadeusza Kościńskiego na stanowisko podsekretarza stanu w Ministerstwie Przedsiębiorczości i Technologii. | – |
| 17 stycznia 2018 | |
| - Janusza Cieszyńskiego na stanowisko podsekretarza stanu w Ministerstwie Zdrowia, - Pawła Majewskiego na stanowiska sekretarza stanu w Ministerstwie Spraw Wewnętrznych i Administracji oraz pełnomocnika Rządu ds. Przygotowania Organów Administracji Państwowej do Współpracy z Systemem Informacyjnym Schengen i Wizowym Systemem Informacyjnym, - Pawła Szefernakera na stanowiska sekretarza stanu w Ministerstwie Spraw Wewnętrznych i Administracji oraz pełnomocnika Rządu ds. Współpracy z Samorządem Terytorialnym, - Piotra Woźnego na stanowisko podsekretarza stanu w Ministerstwie Przedsiębiorczości i Technologii.                                                             | – |
| 18 stycznia 2018 | |
| - Pawła Chorążego na stanowisko podsekretarza stanu w Ministerstwie Inwestycji i Rozwoju, - Adama Hamryszczaka na stanowisko podsekretarza stanu w Ministerstwie Inwestycji i Rozwoju, - Witolda Słowika na stanowisko podsekretarza stanu w Ministerstwie Inwestycji i Rozwoju. | - Andrzeja Koniecznego ze stanowiska podsekretarza stanu w Ministerstwie Środowiska (powołany na to stanowisko 19 listopada 2015). |
| 22 stycznia 2018 | |
| - Sebastiana Chwałka na stanowisko sekretarza stanu w Ministerstwie Obrony Narodowej, - Marka Łapińskiego na stanowisko podsekretarza stanu w Ministerstwie Obrony Narodowej. | – |
| 23 stycznia 2018 | |
| - Krzysztofa Kozłowskiego na stanowiska sekretarza stanu w Ministerstwie Spraw Wewnętrznych i Administracji oraz pełnomocnika Rządu ds. Repatriacji. | - Krzysztofa Kozłowskiego ze stanowiska wojewody zachodniopomorskiego (powołany na to stanowisko 7 września 2016). |
| 29 stycznia 2018 | |
| – | - Piotra Pilcha ze stanowiska wicewojewody podkarpackiego (powołany na to stanowisko 7 lutego 2017). |
| styczeń 2018 | |
| - Andrzeja Bittela na stanowisko podsekretarza stanu w Ministerstwie Infrastruktury, - Marka Chodkiewicza na stanowisko podsekretarza stanu w Ministerstwie Infrastruktury, - Justyny Skrzydło na stanowisko podsekretarza stanu w Ministerstwie Infrastruktury, - Kazimierza Smolińskiego na stanowisko sekretarza stanu w Ministerstwie Infrastruktury, - Tomasza Żuchowskiego, pełnomocnika Rządu ds. budowy mieszkań w zakresie Krajowego Zasobu Mieszkaniowego, na stanowisko sekretarza stanu w Ministerstwie Infrastruktury. | - Andrzeja Bittela ze stanowiska podsekretarza stanu w Ministerstwie Infrastruktury i Budownictwa (powołany na to stanowisko 20 września 2016), - Marka Chodkiewicza ze stanowiska podsekretarza stanu w Ministerstwie Infrastruktury i Budownictwa (powołany na to stanowisko 4 października 2017), - Sebastiana Chwałka ze stanowisk sekretarza stanu w Ministerstwie Spraw Wewnętrznych i Administracji oraz pełnomocnika Rządu ds. Repatriacji (powołany na te stanowiska 10 maja 2017), - Pawła Chorążego ze stanowiska podsekretarza stanu w Ministerstwie Rozwoju (powołany na to stanowisko 26 listopada 2015), - Adama Hamryszczaka ze stanowiska podsekretarza stanu w Ministerstwie Rozwoju (powołany na to stanowisko 30 listopada 2015), - Pawła Majewskiego ze stanowiska podsekretarza stanu w Ministerstwie Cyfryzacji (powołany na to stanowisko 4 października 2016), - Andżeliki Możdżanowskiej ze stanowisk sekretarza stanu w Ministerstwie Rozwoju oraz pełnomocnika Rządu ds. Małych i Średnich Przedsiębiorstw (powołana na te stanowiska 18 października 2017), - Witolda Słowika ze stanowiska podsekretarza stanu w Ministerstwie Rozwoju (powołany na to stanowisko 26 listopada 2015), - Justyny Skrzydło ze stanowiska podsekretarza stanu w Ministerstwie Infrastruktury i Budownictwa (powołana na to stanowisko 31 sierpnia 2016), - Kazimierza Smolińskiego ze stanowiska sekretarza stanu w Ministerstwie Infrastruktury i Budownictwa (powołany na to stanowisko 20 listopada 2015), - Pawła Szefernakera ze stanowiska sekretarza stanu w Kancelarii Prezesa Rady Ministrów (powołany na to stanowisko 16 listopada 2015), - Tomasza Zdzikota ze stanowisk sekretarza stanu w Ministerstwie Spraw Wewnętrznych i Administracji oraz pełnomocnika Rządu ds. Przygotowania Organów Administracji Państwowej do Współpracy z Systemem Informacyjnym Schengen i Wizowym Systemem Informacyjnym (powołany na te stanowiska 25 października 2017), - Tomasza Żuchowskiego, pełnomocnika Rządu ds. budowy mieszkań w zakresie Krajowego Zasobu Mieszkaniowego, ze stanowiska sekretarza stanu w Ministerstwie Infrastruktury i Budownictwa (powołany na oba stanowiska w listopadzie 2017), - Bartosza Kownackiego ze stanowiska sekretarza stanu w Ministerstwie Obrony Narodowej (powołany na to stanowisko 16 listopada 2015), - Bartłomieja Grabskiego ze stanowiska podsekretarza stanu w Ministerstwie Obrony Narodowej (powołany na to stanowisko 17 listopada 2015), - Dominika Smyrgały ze stanowiska podsekretarza stanu w Ministerstwie Obrony Narodowej (powołany na to stanowisko 1 grudnia 2017). |
| 1 lutego 2018 | |
| - Mikołaja Wilda, pełnomocnika Rządu ds. Centralnego Portu Komunikacyjnego RP, na stanowisko sekretarza stanu w Ministerstwie Infrastruktury. | - Mikołaja Wilda, pełnomocnika Rządu ds. Centralnego Portu Komunikacyjnego RP, ze stanowiska sekretarza stanu w Kancelarii Premiera (powołany na to stanowisko 9 maja 2017). |
| 2 lutego 2018 | |
| - Piotra Wawrzyka na stanowisko podsekretarza stanu w Ministerstwie Spraw Zagranicznych. | – |
| 5 lutego 2018 | |
| - Wojciecha Skurkiewicza na stanowisko sekretarza stanu w Ministerstwie Obrony Narodowej. | – |
| 7 lutego 2018 | |
| - Artura Sobonia na stanowisko sekretarza stanu w Ministerstwie Inwestycji i Rozwoju. | – |
| 8 lutego 2018 | |
| - Andżeliki Możdżanowskiej na stanowiska sekretarza stanu w Ministerstwie Inwestycji i Rozwoju oraz pełnomocnika Rządu ds. małych i średnich przedsiębiorstw. | – |
| 12 lutego 2018 | |
| - Lucyny Podhalicz na stanowisko wicewojewody podkarpackiego. | – |
| 22 lutego 2018 | |
| - Małgorzaty Golińskiej na stanowisko sekretarza stanu w Ministerstwie Środowiska, - Marcina Ociepy na stanowisko podsekretarza stanu w Ministerstwie Przedsiębiorczości i Technologii. | – |
| 23 lutego 2018 | |
| - Przemysława Funioka na stanowisko zastępcy Prokuratora Generalnego ds. wojskowych. | – |
| luty 2018 | |
| – | - Mariusza Gajdy ze stanowiska podsekretarza stanu w Ministerstwie Środowiska (powołany na to stanowisko 19 listopada 2015), - Krzysztofa Szuberta ze stanowiska sekretarza stanu w Ministerstwie Cyfryzacji (powołany na to stanowisko 17 marca 2017), - Waldemara Puławskiego ze stanowiska zastępcy Prokuratora Generalnego ds. wojskowych (powołany na to stanowisko 10 maja 2016). |
| 5 marca 2018 | |
| - Tomasza Hinca na stanowisko wojewody zachodniopomorskiego. | – |
| 8 marca 2018 | |
| – | - Jarosława Pinkasa ze stanowisk sekretarza stanu w Kancelarii Premiera i pełnomocnika Rządu ds. organizacji struktur administracji publicznej właściwych w zakresie bezpieczeństwa żywności (powołany na te stanowiska 19 listopada 2015), - Kazimierza Smolińskiego ze stanowiska sekretarza stanu w Ministerstwie Infrastruktury (powołany na to stanowisko 20 listopada 2015), - Tomasza Żuchowskiego ze stanowisk sekretarza stanu w Ministerstwie Infrastruktury oraz pełnomocnika Rządu ds. budowy mieszkań w zakresie Krajowego Zasobu Nieruchomości (powołany na te stanowiska w listopadzie 2017). |
| 12 marca 2018 | |
| – | - Aleksandra Bobki ze stanowiska sekretarza stanu w Ministerstwie Nauki i Szkolnictwa Wyższego (powołany na to stanowisko 1 grudnia 2015), - Rafała Bochenka ze stanowiska podsekretarza stanu w Kancelarii Premiera (powołany na to stanowisko 14 czerwca 2017), - Piotra Gryzy ze stanowiska podsekretarza stanu w Ministerstwie Zdrowia (powołany na to stanowisko 19 listopada 2015), - Ewy Lech ze stanowiska podsekretarza stanu w Ministerstwie Rolnictwa i Rozwoju Wsi (powołana na to stanowisko w listopadzie 2015), - Macieja Małeckiego ze stanowiska sekretarza stanu w Kancelarii Premiera (powołany na to stanowisko w styczniu 2017), - Jerzego Materny ze stanowiska sekretarza stanu w Ministerstwie Gospodarki Morskiej i Żeglugi Śródlądowej (powołany na to stanowisko 4 grudnia 2015), - Andrzeja Piotrowskiego ze stanowiska podsekretarza stanu w Ministerstwie Energii (powołany na to stanowisko 1 stycznia 2016), - Pawła Sałka ze stanowisk sekretarza stanu w Ministerstwie Środowiska i pełnomocnika Rządu ds. polityki klimatycznej (powołany na te stanowiska 19 listopada 2015), - Krzysztofa Silickiego ze stanowiska podsekretarza stanu w Ministerstwie Cyfryzacji (powołany na to stanowisko 5 września 2017), - Marka Tombarkiewicza ze stanowiska podsekretarza stanu w Ministerstwie Zdrowia (powołany na to stanowisko 7 stycznia 2016), - Michała Wosia ze stanowiska podsekretarza stanu w Ministerstwie Sprawiedliwości (powołany na to stanowisko 5 czerwca 2017), - Piotra Woźnego ze stanowiska podsekretarza stanu w Ministerstwie Przedsiębiorczości i Technologii (powołany na to stanowisko 17 stycznia 2018), |
| 21 marca 2018 | |
| – | - Marzenny Drab ze stanowiska podsekretarza stanu w Ministerstwie Edukacji Narodowej (powołana na to stanowisko 26 listopada 2015), - Justyny Skrzydło ze stanowiska podsekretarza stanu w Ministerstwie Infrastruktury (powołana na to stanowisko 31 sierpnia 2016), - Wiesława Janczyka ze stanowisk sekretarza stanu w Ministerstwie Finansów (powołany na to stanowisko 30 marca 2016) i Pełnomocnika Rządu ds. wspierania reform na Ukrainie (powołany na to stanowisko 5 maja 2016), - Dariusza Rogowskiego ze stanowiska podsekretarza stanu w Ministerstwie Sportu i Turystyki (powołany na to stanowisko 10 lipca 2017). |
| marzec 2018 | |
| - Tomasza Robaczyńskiego na stanowisko podsekretarza stanu w Ministerstwie Finansów. | - Andrzeja Szwedy-Lewandowskiego ze stanowisk podsekretarza stanu w Ministerstwie Środowiska i Głównego Konserwatora Przyrody (powołany na te stanowiska 19 listopada 2015). |
| 3 kwietnia 2018 | |
| - Andrzeja Papierza na stanowisko podsekretarza stanu w Ministerstwie Spraw Zagranicznych. | - Jana Dziedziczaka ze stanowiska sekretarza stanu w Ministerstwie Spraw Zagranicznych (powołany na to stanowisko 17 listopada 2015). |
| 17 kwietnia 2018 | |
| - Marka Zagórskiego na urząd ministra cyfryzacji. | – |
| kwiecień 2018 | |
| - Michała Kurtyki na stanowiska sekretarza stanu w Ministerstwie Energii i pełnomocnika ds. prezydencji COP 24. | - Michała Kurtyki ze stanowiska podsekretarza stanu w Ministerstwie Energii (powołany na to stanowisko 1 stycznia 2016). |
| 1 czerwca 2018 | |
| - Szymona Szynkowskiego vel Sęk na stanowisko sekretarza stanu w Ministerstwie Spraw Zagranicznych. | - Marka Magierowskiego ze stanowiska podsekretarza stanu w Ministerstwie Spraw Zagranicznych (powołany na to stanowisko 25 maja 2017). |
| 4 czerwca 2018 | |
| - Tomasza Dąbrowskiego na stanowisko podsekretarza stanu w Ministerstwie Energii. | – |
| 5 czerwca 2018 | |
| - Sławomira Gadomskiego na stanowisko podsekretarza stanu w Ministerstwie Zdrowia. | - Katarzyny Głowali ze stanowiska podsekretarza stanu w Ministerstwie Zdrowia (powołana na to stanowisko 19 listopada 2015). |
| 18 czerwca 2018 | |
| - Macieja Miłkowskiego na stanowisko podsekretarza stanu w Ministerstwie Zdrowia | – |
| 19 czerwca 2018 | |
| - Jana Krzysztofa Ardanowskiego na urząd ministra rolnictwa i rozwoju wsi. | - Krzysztofa Jurgiela z urzędu ministra rolnictwa i rozwoju wsi (powołany na ten urząd 16 listopada 2015). |
| 3 lipca 2018 | |
| - Szymona Giżyńskiego na stanowisko sekretarza stanu w Ministerstwie Rolnictwa i Rozwoju Wsi. | - Zbigniewa Babalskiego ze stanowisk sekretarza stanu w Ministerstwie Rolnictwa i Rozwoju Wsi oraz pełnomocnika Rządu ds. kształtowania ustroju rolnego (powołany na te stanowiska 1 grudnia 2015). |
| 4 lipca 2018 | |
| - Michała Kurtyki na stanowisko sekretarza stanu w Ministerstwie Środowiska. | - Michała Kurtyki ze stanowiska sekretarza stanu w Ministerstwie Energii (powołany na to stanowisko w kwietniu 2018). |
| 9 lipca 2018 | |
| – | - Jacka Boguckiego ze stanowiska sekretarza stanu w Ministerstwie Rolnictwa i Rozwoju Wsi (powołany na to stanowisko 19 listopada 2015). |
| 10 lipca 2018 | |
| - Wandy Buk na stanowisko podsekretarza stanu w Ministerstwie Cyfryzacji, - Karola Okońskiego na stanowisko sekretarza stanu w Ministerstwie Cyfryzacji. | - Karola Okońskiego ze stanowiska podsekretarza stanu w Ministerstwie Cyfryzacji (powołany na to stanowisko 20 czerwca 2016). |
| 16 lipca 2018 | |
| – | - Mariusza Trepki ze stanowiska wicewojewody śląskiego (powołany na to stanowisko 11 stycznia 2016). |
| 25 lipca 2018 | |
| - Piotra Kołodziejczyka na stanowisko wicewojewody śląskiego. | – |
| lipiec 2018 | |
| - Piotra Dardzińskiego na stanowisko sekretarza stanu w Ministerstwie Nauki i Szkolnictwa Wyższego. | - Piotra Dardzińskiego ze stanowiska podsekretarza stanu w Ministerstwie Nauki i Szkolnictwa Wyższego (powołany na to stanowisko 19 listopada 2015). |
| 13 sierpnia 2018 | |
| - Tadeusza Romańczuka na stanowisko sekretarza stanu w Ministerstwie Rolnictwa i Rozwoju Wsi. | – |
| sierpień 2018 | |
| – | - Pawła Gruzy ze stanowiska podsekretarza stanu w Ministerstwie Finansów (powołany na to stanowisko 7 listopada 2016). |
| 14 września 2018 | |
| – | - Pawła Chorążego ze stanowiska podsekretarza stanu w Ministerstwie Inwestycji i Rozwoju (powołany na to stanowisko 18 stycznia 2018). |
| 20 września 2018 | |
| – | - Witolda Słowika ze stanowiska podsekretarza stanu w Ministerstwie Inwestycji i Rozwoju (powołany na to stanowisko 18 stycznia 2018). |
| 24 września 2018 | |
| - Filipa Świtały na stanowisko podsekretarza stanu w Ministerstwie Finansów. | – |
| 1 października 2018 | |
| – | - Sebastiana Chwałka ze stanowiska sekretarza stanu w Ministerstwie Obrony Narodowej (powołany na to stanowisko 22 stycznia 2018). |
| 12 października 2018 | |
| – | - Roberta Palucha ze stanowiska wicewojewody lubuskiego (powołany na to stanowisko 4 stycznia 2016). |
| 21 października 2018 | |
| – | - Andrzeja Papierza ze stanowiska podsekretarza stanu w Ministerstwie Spraw Zagranicznych (powołany na to stanowisko 3 kwietnia 2018). |
| 5 listopada 2018 | |
| - Macieja Langa na stanowisko podsekretarza stanu w Ministerstwie Spraw Zagranicznych. | – |
| 22 listopada 2018 | |
| – | - Andrzeja Bętkowskiego ze stanowiska wicewojewody świętokrzyskiego (powołany na to stanowisko 21 grudnia 2015), - Piotra Kołodziejczyka ze stanowiska wicewojewody śląskiego (powołany na to stanowisko 25 lipca 2018). |
| 26 listopada 2018 | |
| - Zbigniewa Starca na stanowisko wicewojewody małopolskiego. | - Józefa Gawrona ze stanowiska wicewojewody małopolskiego (powołany na to stanowisko 16 grudnia 2015). |
| 28 listopada 2018 | |
| - Anny Krupki na stanowisko sekretarza stanu w Ministerstwie Sportu i Turystyki, - Bartłomieja Dorywalskiego na stanowisko wicewojewody świętokrzyskiego. | – |
| 29 listopada 2018 | |
| - Małgorzaty Jarosińskiej-Jedynak na stanowisko podsekretarza stanu w Ministerstwie Inwestycji i Rozwoju, - Małgorzaty Zielińskiej na stanowisko podsekretarza stanu w Ministerstwie Inwestycji i Rozwoju. | – |
| 30 listopada 2018 | |
| - Roberta Magdziarza na stanowisko wicewojewody śląskiego. | – |
| listopad 2018 | |
| - Marka Łapińskiego na stanowisko sekretarza stanu w Ministerstwie Obrony Narodowej, - Łukasza Schreibera na stanowisko sekretarza stanu w Kancelarii Prezesa Rady Ministrów. | - Marka Łapińskiego ze stanowiska podsekretarza stanu w Ministerstwie Obrony Narodowej (powołany na to stanowisko 22 stycznia 2018), - Bartosza Marczuka ze stanowiska podsekretarza stanu w Ministerstwie Rodziny, Pracy i Polityki Społecznej (powołany na to stanowisko 10 grudnia 2015), - Grzegorza Schreibera ze stanowiska sekretarza stanu w Kancelarii Prezesa Rady Ministrów (powołany na to stanowisko 28 września 2016), - Jarosława Stawiarskiego ze stanowiska sekretarza stanu w Ministerstwie Sportu i Turystyki (powołany na to stanowisko 19 listopada 2015). |
| 19 grudnia 2018 | |
| – | - Marleny Maląg ze stanowiska wicewojewody wielkopolskiego (powołana na to stanowisko 11 stycznia 2016). |
| 28 grudnia 2018 | |
| - Adama Andruszkiewicza na stanowisko sekretarza stanu w Ministerstwie Cyfryzacji. | – |
| grudzień 2018 | |
| – | - Piotra Müllera ze stanowiska podsekretarza stanu w Ministerstwie Nauki i Szkolnictwa Wyższego (powołany na to stanowisko 15 stycznia 2018). |

### Rok 2019
| Powołanie | Odwołanie |
| 9 stycznia 2019 | 9 stycznia 2019 |
| --- | --- |
| - Piotra Müllera na stanowisko sekretarza stanu w Ministerstwie Nauki i Szkolnictwa Wyższego. | – |
| 21 stycznia 2019 | |
| - Kazimierza Kuberskiego na stanowisko podsekretarza stanu w Ministerstwie Rodziny, Pracy i Polityki Społecznej. | – |
| 25 stycznia 2019 | |
| – | - Marcina Czecha ze stanowiska podsekretarza stanu w Ministerstwie Zdrowia (powołany na to stanowisko 1 sierpnia 2017). |
| 5 lutego 2019 | |
| – | - Mariusza Haładyja ze stanowiska podsekretarza stanu w Ministerstwie Przedsiębiorczości i Technologii (powołany na to stanowisko 16 stycznia 2018). |
| 27 lutego 2019 | |
| - Marka Niedużaka na stanowisko podsekretarza stanu w Ministerstwie Przedsiębiorczości i Technologii. | – |
| 8 marca 2019 | |
| – | - Bartosza Cichockiego ze stanowiska podsekretarza stanu w Ministerstwie Spraw Zagranicznych (powołany na to stanowisko 25 maja 2017). |
| 19 marca 2019 | |
| - Marcina Przydacza na stanowisko podsekretarza stanu w Ministerstwie Spraw Zagranicznych. | – |
| 26 marca 2019 | |
| - Anety Niestrawskiej na stanowisko wicewojewody wielkopolskiej. | – |
| marzec 2019 | |
| – | - Marka Chodkiewicza ze stanowiska podsekretarza stanu w Ministerstwie Infrastruktury (powołany na to stanowisko w styczniu 2018). |
| 1 kwietnia 2019 | |
| – | - Piotra Dardzińskiego ze stanowiska sekretarza stanu w Ministerstwie Nauki i Szkolnictwa Wyższego (powołany na to stanowisko w lipcu 2018). |
| 4 kwietnia 2019 | |
| - Rafała Webera na stanowisko sekretarza stanu w Ministerstwie Infrastruktury. | – |
| 30 kwietnia 2019 | |
| - Andrzeja Stanisławka na stanowisko sekretarza stanu w Ministerstwie Nauki i Szkolnictwa Wyższego. | – |
| 4 czerwca 2019 | |
| - Jacka Sasina, przewodniczącego Stałego Komitetu Rady Ministrów, na urząd wiceprezesa Rady Ministrów oraz stanowisko sekretarza Rady Ministrów, - Mariana Banasia na urząd ministra finansów, - Bożeny Borys-Szopy na urząd ministra rodziny, pracy i polityki społecznej, - Michała Dworczyka, szefa Kancelarii Prezesa Rady Ministrów, na urząd ministra-członka Rady Ministrów, - Dariusza Piontkowskiego na urząd ministra edukacji narodowej, - Elżbiety Witek na urząd ministra spraw wewnętrznych i administracji, - Michała Wosia na urząd ministra-członka Rady Ministrów, - Piotra Glińskiego, wiceprezesa Rady Ministrów, ministra kultury i dziedzictwa narodowego oraz przewodniczącego Komitetu do spraw Pożytku Publicznego, na stanowisko przewodniczącego Komitetu Społecznego Rady Ministrów, - Andrzeja Bittela na stanowiska sekretarza stanu w Ministerstwie Infrastruktury i pełnomocnika Rządu ds. przeciwdziałania wykluczeniu komunikacyjnemu, - Waldemara Budy na stanowisko sekretarza stanu w Ministerstwie Inwestycji i Rozwoju, - Piotra Müllera na stanowiska sekretarza stanu w Kancelarii Prezesa Rady Ministrów i rzecznika prasowego rządu, - Marcina Ociepy na stanowisko sekretarza stanu w Ministerstwie Przedsiębiorczości i Technologii, - Anny Gembickiej na stanowisko podsekretarza stanu w Ministerstwie Inwestycji i Rozwoju. | - Beaty Szydło z urzędu wiceprezesa Rady Ministrów i przewodniczącej Komitetu Społecznego Rady Ministrów (powołana na te urzędy 11 grudnia 2017), - Joachima Brudzińskiego z urzędu ministra spraw wewnętrznych i administracji (powołany na ten urząd 9 stycznia 2018), - Teresy Czerwińskiej z urzędu ministra finansów (powołana na ten urząd 9 stycznia 2018), - Beaty Kempy ze urzędu ministra-członka Rady Ministrów (powołana na ten urząd 11 grudnia 2017), - Elżbiety Rafalskiej z urzędu ministra rodziny, pracy i polityki społecznej (powołana na ten urząd 16 listopada 2015), - Anny Zalewskiej z urzędu ministra edukacji narodowej (powołana na ten urząd 16 listopada 2015), - Mariana Banasia ze stanowisk sekretarza stanu w Ministerstwie Finansów, szefa Krajowej Administracji Skarbowej, Generalnego Inspektora Informacji Finansowej oraz pełnomocnika Rządu ds. zwalczania nieprawidłowości finansowych na szkodę Rzeczypospolitej Polskiej lub Unii Europejskiej (powołany na te stanowiska 9 grudnia 2016), - Michała Dworczyka, szefa Kancelarii Prezesa Rady Ministrów, ze stanowiska sekretarza stanu w Kancelarii Prezesa Rady Ministrów (powołany na to stanowisko 19 grudnia 2017), - Piotra Müllera ze stanowiska sekretarza stanu w Ministerstwie Nauki i Szkolnictwa Wyższego (powołany na to stanowisko 7 stycznia 2019), - Jacka Sasina, przewodniczącego Stałego Komitetu Rady Ministrów, ze stanowiska sekretarza stanu w Kancelarii Prezesa Rady Ministrów (powołany na to stanowisko 9 stycznia 2018), - Joanny Kopcińskiej ze stanowisk sekretarza stanu w Kancelarii Prezesa Rady Ministrów i rzecznika prasowego rządu (powołana na te stanowiska 19 grudnia 2017), - Grzegorza Tobiszowskiego ze stanowisk sekretarza stanu w Ministerstwie Energii (powołany na to stanowisko 1 grudnia 2015) i pełnomocnika Rządu ds. restrukturyzacji górnictwa węgla kamiennego (powołany na to stanowisko 23 marca 2016), - Adama Hamryszczaka ze stanowiska podsekretarza stanu w Ministerstwie Inwestycji i Rozwoju (powołany na to stanowisko 18 stycznia 2018), - Patryka Jakiego ze stanowiska sekretarza stanu w Ministerstwie Sprawiedliwości (powołany na te stanowiska 18 listopada 2015), - Andrzeja Bittela ze stanowiska podsekretarza stanu w Ministerstwie Infrastruktury (powołany na to stanowisko w styczniu 2018), - Marcina Ociepy ze stanowiska podsekretarza stanu w Ministerstwie Przedsiębiorczości i Technologii (powołany na to stanowisko 22 lutego 2018), - Jolanty Rusiniak, prezesa Rządowego Centrum Legislacji, ze stanowiska sekretarza Rady Ministrów (powołana na to stanowisko 19 listopada 2015). |
| 5 czerwca 2019 | |
| - Marcina Romanowskiego na stanowisko podsekretarza stanu w Ministerstwie Sprawiedliwości. | - Mariusza Oriona Jędryska ze stanowisk sekretarza stanu w Ministerstwie Środowiska i Głównego Geologa Kraju (powołany na te stanowiska 19 listopada 2015). |
| 10 czerwca 2019 | |
| - Sebastiana Kalety na stanowisko sekretarza stanu w Ministerstwie Sprawiedliwości. | – |
| 11 czerwca 2019 | |
| - Sylwestra Tułajewa na stanowiska sekretarza stanu w Ministerstwie Spraw Wewnętrznych i Administracji oraz pełnomocnika Rządu ds. Przygotowania Organów Administracji Państwowej do Współpracy z Systemem Informacyjnym Schengen i Wizowym Systemem Informacyjnym. | - Pawła Majewskiego ze stanowisk sekretarza stanu w Ministerstwie Spraw Wewnętrznych i Administracji oraz pełnomocnika Rządu ds. Przygotowania Organów Administracji Państwowej do Współpracy z Systemem Informacyjnym Schengen i Wizowym Systemem Informacyjnym (powołany na te stanowiska 17 stycznia 2018). |
| 12 czerwca 2019 | |
| - Piotra Walczaka na stanowiska sekretarza stanu w Ministerstwie Finansów i szefa Krajowej Administracji Skarbowej. | - Piotra Walczaka ze stanowisk podsekretarza stanu w Ministerstwie Finansów i zastępcy szefa Krajowej Administracji Skarbowej (powołany na te stanowiska 1 marca 2017). |
| 18 czerwca 2019 | |
| - Anny Schmidt-Rodziewicz na stanowiska sekretarza stanu w Kancelarii Prezesa Rady Ministrów i pełnomocnika Rządu ds. dialogu międzynarodowego. | – |
| 19 czerwca 2019 | |
| – | - Filipa Świtały ze stanowiska podsekretarza stanu w Ministerstwie Finansów (powołany na to stanowisko 24 września 2018). |
| 28 czerwca 2019 | |
| – | - Pawła Cybulskiego ze stanowisk podsekretarza stanu w Ministerstwie Finansów i zastępcy szefa Krajowej Administracji Skarbowej (powołany na te stanowiska 1 kwietnia 2017). |
| czerwiec 2019 | |
| - Jacka Osucha na stanowiska sekretarza stanu w Ministerstwie Sportu i Turystyki i pełnomocnika rządu ds. infrastruktury sportowej. | - Andżeliki Możdżanowskiej ze stanowisk sekretarza stanu w Ministerstwie Inwestycji Rozwoju i pełnomocnika Rządu ds. małych i średnich przedsiębiorstw (powołana na te stanowiska 8 lutego 2018), - Anny Marii Anders ze stanowisk sekretarza stanu w Kancelarii Prezesa Rady Ministrów i pełnomocnika Rządu ds. dialogu międzynarodowego (powołana na te stanowiska 15 stycznia 2016). |
| 1 lipca 2019 | |
| - Iwony Michałek na stanowiska sekretarza stanu w Ministerstwie Edukacji Narodowej i pełnomocnika Rządu ds. wspierania wychowawczej funkcji szkoły, - Piotra Dziedzica na stanowiska podsekretarza stanu w Ministerstwie Finansów, zastępcy szefa Krajowej Administracji Skarbowej, Generalnego Inspektora Informacji Finansowej oraz pełnomocnika Rządu ds. zwalczania nieprawidłowości finansowych na szkodę Rzeczypospolitej Polskiej lub Unii Europejskiej, - Tadeusza Kościńskiego na stanowisko podsekretarza stanu w Ministerstwie Finansów. | - Tadeusza Kościńskiego ze stanowiska podsekretarza stanu w Ministerstwie Przedsiębiorczości i Technologii (powołany na to stanowisko 6 stycznia 2018). |
| 4 lipca 2019 | |
| - Tomasza Szczegielniaka na stanowiska podsekretarza stanu w Kancelarii Premiera i sekretarza Rady Ministrów, - Krzysztofa Ciecióry na stanowisko wicewojewody łódzkiego. | - Jacka Sasina, przewodniczącego Stałego Komitetu Rady Ministrów i wiceprezesa Rady Ministrów, ze stanowiska sekretarza Rady Ministrów (powołany na to stanowisko 4 czerwca 2019). |
| 5 lipca 2019 | |
| - Tomasza Słaboszowskiego na stanowiska podsekretarza stanu w Ministerstwie Finansów i zastępcy szefa Krajowej Administracji Skarbowej. | – |
| 9 lipca 2019 | |
| – | - Andrzeja Stanisławka ze stanowiska sekretarza stanu w Ministerstwie Nauki i Szkolnictwa Wyższego (powołany na to stanowisko 30 kwietnia 2019). |
| 12 lipca 2019 | |
| – | - Małgorzaty Zielińskiej ze stanowiska podsekretarza stanu w Ministerstwie Inwestycji i Rozwoju (powołana na to stanowisko 29 listopada 2018). |
| 15 lipca 2019 | |
| - Adama Gawędy na stanowisko sekretarza stanu w Ministerstwie Energii. - Grzegorza Pudy na stanowisko sekretarza stanu w Ministerstwie Inwestycji i Rozwoju. | – |
| 18 lipca 2019 | |
| – | - Tomasza Szatkowskiego ze stanowiska podsekretarza stanu w Ministerstwie Obrony Narodowej (powołany na to stanowisko 17 listopada 2015). |
| 24 lipca 2019 | |
| – | - Tadeusza Romańczuka ze stanowiska sekretarza stanu w Ministerstwie Rolnictwa i Rozwoju Wsi (powołany na to stanowisko w sierpniu 2018). |
| 26 lipca 2019 | |
| - Wojciecha Maksymowicza na stanowisko podsekretarza stanu w Ministerstwie Nauki i Szkolnictwa Wyższego. | – |
| 30 lipca 2019 | |
| – | - Zbigniewa Króla ze stanowiska podsekretarza stanu w Ministerstwie Zdrowia (powołany na to stanowisko 16 lutego 2017). |
| 1 sierpnia 2019 | |
| - Waldemara Kraski na stanowisko sekretarza stanu w Ministerstwie Zdrowia, - Piotra Dziadzio na stanowiska sekretarza stanu w Ministerstwie Środowiska, Głównego Geologa Kraju oraz pełnomocnika Rządu ds. polityki surowcowej państwa. | – |
| 6 sierpnia 2019 | |
| - Krzysztofa Kubowa na stanowisko sekretarza stanu w Ministerstwie Energii. | – |
| 9 sierpnia 2019 | |
| - Mariuszowi Kamińskiemu, ministrowi-członkowi Rady Ministrów i koordynatorowi służb specjalnych, powierzenie obowiązków ministra spraw wewnętrznych i administracji. | - Elżbiety Witek z urzędu ministra spraw wewnętrznych i administracji (powołana na ten urząd 4 czerwca 2019). |
| 14 sierpnia 2019 | |
| - Mariusza Kamińskiego, ministra-członka Rady Ministrów i koordynatora służb specjalnych, na urząd ministra spraw wewnętrznych i administracji. | – |
| 20 sierpnia 2019 | |
| – | - Łukasza Piebiaka ze stanowiska podsekretarza stanu w Ministerstwie Sprawiedliwości (powołany na to stanowisko 24 listopada 2015). |
| 30 sierpnia 2019 | |
| – | - Mariana Banasia z urzędu ministra finansów (powołany na ten urząd 4 czerwca 2019). |
| sierpień 2019 | |
| – | - Renaty Szczęch ze stanowiska podsekretarza stanu w Ministerstwie Spraw Wewnętrznych i Administracji (powołana na to stanowisko 24 października 2017). |
| 4 września 2019 | |
| - Jarosława Kresy na stanowisko wicewojewody dolnośląskiego. | – |
| 4 września 2019 | |
| - Błażeja Pobożego na stanowisko podsekretarza stanu w Ministerstwie Spraw Wewnętrznych i Administracji. | – |
| 9 września 2019 | |
| - Anny Dalkowskiej na stanowisko podsekretarza stanu w Ministerstwie Sprawiedliwości, - Pawła Woźnego na stanowisko podsekretarza stanu w Ministerstwie Obrony Narodowej. | – |
| 20 września 2019 | |
| - Jerzego Kwiecińskiego, ministra inwestycji i rozwoju, na urząd ministra finansów. | – |
| wrzesień 2019 | |
| – | - Jana Widery ze stanowiska podsekretarza stanu w Ministerstwie Sportu i Turystyki (powołany na to stanowisko 25 maja 2016). |
| 11 listopada 2019 | |
| - Wojciecha Maksymowicza na stanowisko sekretarza stanu w Ministerstwie Nauki i Szkolnictwa Wyższego. | - Wojciecha Maksymowicza ze stanowiska podsekretarza stanu w Ministerstwie Nauki i Szkolnictwa Wyższego, - Przemysława Czarnka ze stanowiska wojewody lubelskiego (powołany na to stanowisko 8 grudnia 2015), - Władysława Dajczaka ze stanowiska wojewody lubuskiego (powołany na to stanowisko 8 grudnia 2015), - Zbigniewa Hoffmanna ze stanowiska wojewody wielkopolskiego (powołany na to stanowisko 8 grudnia 2015), - Pawła Hreniaka ze stanowiska wojewody dolnośląskiego (powołany na to stanowisko 8 grudnia 2015), - Ewy Leniart ze stanowiska wojewody podkarpackiego (powołana na to stanowisko 8 grudnia 2015), - Zbigniewa Raua ze stanowiska wojewody łódzkiego (powołany na to stanowisko 8 grudnia 2015), - Zdzisława Sipiery ze stanowiska wojewody mazowieckiego (powołany na to stanowisko 8 grudnia 2015), - Agaty Wojtyszek ze stanowiska wojewody świętokrzyskiego (powołana na to stanowisko 8 grudnia 2015), - Violetty Porowskiej ze stanowiska wicewojewody opolskiego (powołana na to stanowisko 11 stycznia 2016), - Bartłomieja Dorywalskiego ze stanowiska wicewojewody świętokrzyskiego (powołany na to stanowisko 27 listopada 2018), - Marcina Warchoła ze stanowiska podsekretarza stanu w Ministerstwie Sprawiedliwości, - Piotra Wawrzyka ze stanowiska podsekretarza stanu w Ministerstwie Spraw Zagranicznych, - Anny Gembickiej ze stanowiska podsekretarza stanu w Ministerstwie Inwestycji i Rozwoju, - Marka Suskiego ze stanowisk sekretarza stanu w Kancelarii Prezesa Rady Ministrów oraz szefa Gabinetu Politycznego Premiera. |
| 12 listopada 2019 | |
| - Zbigniewa Koniuszego na stanowisko wojewody świętokrzyskiego. | – |
| 14 listopada 2019 | |
| – | - Konrada Szymańskiego ze stanowiska sekretarza stanu w Ministerstwie Spraw Zagranicznych (powołany na to stanowisko 17 listopada 2015), - Michała Kurtyki ze stanowiska sekretarza stanu w Ministerstwie Środowiska (powołany na to stanowisko 4 lipca 2018), - Krzysztofa Michałkiewicza ze stanowiska sekretarza stanu w Ministerstwie Rodziny, Pracy i Polityki Społecznej (powołany na to stanowisko 19 listopada 2015), - Łukasza Schreibera ze stanowiska sekretarza stanu w Kancelarii Premiera (powołany na to stanowisko w listopadzie 2018), - Małgorzaty Jarosińskiej-Jedynak ze stanowiska podsekretarza stanu w Ministerstwie Inwestycji i Rozwoju (powołana na to stanowisko 29 listopada 2018), - Tadeusza Kościńskiego ze stanowiska podsekretarza stanu w Ministerstwie Finansów (powołany na to stanowisko 1 lipca 2019). |
| 15 listopada 2019 | |
| – | - Piotra Glińskiego z urzędów wiceprezesa Rady Ministrów oraz ministra kultury i dziedzictwa narodowego (powołany na te urzędy 11 grudnia 2017), - Jarosława Gowina z urzędów wiceprezesa Rady Ministrów oraz ministra nauki i szkolnictwa wyższego (powołany na te urzędy 11 grudnia 2017), - Andrzeja Adamczyka z urzędu ministra infrastruktury (powołany na ten urząd 9 stycznia 2018), - Mariusza Błaszczaka z urzędu ministra obrony narodowej (powołany na ten urząd 9 stycznia 2018), - Marka Gróbarczyka z urzędu ministra gospodarki morskiej i żeglugi śródlądowej (powołany na ten urząd 11 grudnia 2017), - Krzysztofa Jurgiela z urzędu ministra rolnictwa i rozwoju wsi (powołany na ten urząd 11 grudnia 2017), - Mariusza Kamińskiego z urzędu ministra spraw wewnętrznych i administracji (powołany na ten urząd 11 grudnia 2017), - Konstantego Radziwiłła z urzędu ministra zdrowia (powołany na ten urząd 11 grudnia 2017), - Anny Streżyńskiej z urzędu ministra cyfryzacji (powołana na ten urząd 11 grudnia 2017), - Witolda Waszczykowskiego z urzędu ministra spraw zagranicznych (powołany na ten urząd 11 grudnia 2017), - Zbigniewa Ziobro z urzędów ministra sprawiedliwości i prokuratura generalnego (powołany na te urzędy 11 grudnia 2017), - Jacka Sasina z urzędu wiceprezesa Rady Ministrów (powołany na ten urząd 4 czerwca 2019), - Bożeny Borys-Szopy z urzędu ministra rodziny, pracy i polityki społecznej (powołana na ten urząd 4 czerwca 2019), - Mariana Banasia z urzędu ministra finansów (powołany na ten urząd 4 czerwca 2019), - Michała Dworczyka z urzędu ministra-członka Rady ministrów (powołany na ten urząd 4 czerwca 2019), - Dariusza Piontkowskiego z urzędu ministra edukacji narodowej (powołany na ten urząd 4 czerwca 2019), - Michała Wosia z urzędu ministra-członka Rady ministrów (powołany na ten urząd 4 czerwca 2019), - Witolda Bańki z urzędu ministra sportu (powołany na ten urząd 11 grudnia 2017), - Henryka Kowalczyka z urzędu ministra środowiska (powołany na ten urząd 9 stycznia 2018), - Jerzego Kwiecińskiego z urzędów ministra inwestycji i rozwoju (powołany na ten urząd 9 stycznia 2018) oraz ministra finansów (powołany na ten urząd 20 września 2019), - Krzysztofa Tchórzewskiego z urzędu ministra energii (powołany na ten urząd 11 grudnia 2017). |

## Powołania i odwołania w administracji rządowej
| Powołanie | Odwołanie |
| 12 grudnia 2017 | 12 grudnia 2017 |
| --- | --- |
| - Sylwii Iwańczuk na stanowisko zastępcy dyrektora generalnego Krajowego Ośrodka Wsparcia Rolnictwa. | – |
| 31 grudnia 2017 | |
| – | - Iwony Kozy z powierzenia obowiązków prezesa Krajowego Zarządu Gospodarki Wodnej (powołana na to stanowisko 27 listopada 2015), - Roberta Kęsy z powierzenia obowiązków zastępcy prezesa Krajowego Zarządu Gospodarki Wodnej (powołany na to stanowisko 14 marca 2016). |
| grudzień 2017 | |
| – | - Piotra Goździka z powierzenia obowiązków wiceprezesa Urzędu Lotnictwa Cywilnego (powołany na to stanowisko 5 sierpnia 2016), - Łukasza Hołubowskiego ze stanowiska zastępcy dyrektora generalnego Krajowego Ośrodka Wsparcia Rolnictwa (powołany na to stanowisko 1 września 2017). |
| 1 stycznia 2018 | |
| - Piotra Modzelewskiego na stanowisko zastępcy Komendanta Głównego Ochotniczych Hufców Pracy. | – |
| 2 stycznia 2018 | |
| - Iwony Kozy na stanowisko zastępcy prezesa Państwowego Gospodarstwa Wodnego Wody Polskie, - Roberta Kęsy na stanowisko zastępcy prezesa Państwowego Gospodarstwa Wodnego Wody Polskie, - Mateusza Balcerowicza na stanowisko zastępcy prezesa Państwowego Gospodarstwa Wodnego Wody Polskie, - Agaty Wąsowskiej-Pawlik na stanowisko dyrektora Międzynarodowego Centrum Kultury. | - Jacka Purchla ze stanowiska dyrektora Międzynarodowego Centrum Kultury (powołany na to stanowisko w 1991). |
| 15 stycznia 2018 | |
| - Macieja Materki na stanowisko szefa Służby Kontrwywiadu Wojskowego, - Barbary Loba na stanowisko wiceprezesa Urzędu Zamówień Publicznych. | - Piotra Bączka ze stanowiska szefa Służby Kontrwywiadu Wojskowego (powołany na to stanowisko 19 lutego 2016). |
| 17 stycznia 2018 | |
| - Przemysława Dacy na stanowisko prezesa Państwowego Gospodarstwa Wodnego Wody Polskie. | - Mariusza Gajdy, podsekretarza stanu w Ministerstwie Środowiska, z pełnienia obowiązków pełnomocnika ds. organizacji Państwowego Gospodarstwa Wodnego Wody Polskie (powołany na to stanowisko 14 listopada 2017). |
| 18 stycznia 2018 | |
| - Oldze Tworek powierzenie obowiązków zastępcy Głównego Inspektora Transportu Drogowego. | - Konrada Tomaszewskiego ze stanowiska dyrektora generalnego Państwowego Gospodarstwa Leśnego Lasy Państwowe (powołany na to stanowisko 17 listopada 2015). |
| 19 stycznia 2018 | |
| - Andrzeja Koniecznego na stanowisko dyrektora generalnego Państwowego Gospodarstwa Leśnego Lasy Państwowe. | – |
| 23 stycznia 2018 | |
| - Tomasza Pragi na stanowisko Komendanta Głównego Straży Granicznej. | - Tomasza Pragi ze stanowiska zastępcy Komendanta Głównego Straży Granicznej (powołany na to stanowisko 7 marca 2016). |
| 25 stycznia 2018 | |
| – | - Roberta Kęsy ze stanowiska zastępcy prezesa Państwowego Gospodarstwa Wodnego Wody Polskie (powołany na to stanowisko 2 stycznia 2018). |
| 26 stycznia 2018 | |
| - Krzysztof Wosia na stanowisko zastępcy prezesa Państwowego Gospodarstwa Wodnego Wody Polskie. | - Stanisława Karpińskiego ze stanowiska dyrektora Instytutu Hodowli i Aklimatyzacji Roślin – Państwowego Instytutu Badawczego (powołany na to stanowisko 1 sierpnia 2017). |
| styczeń 2018 | |
| – | - Marka Łapińskiego ze stanowiska Komendanta Głównego Straży Granicznej (powołany na to stanowisko 31 grudnia 2015). |
| 1 lutego 2018 | |
| - Tomasza Miłkowskiego na stanowisko Komendanta Służby Ochrony Państwa, - Krzysztofa Króla na stanowisko zastępcy Komendanta Służby Ochrony Państwa, - Roberta Nowakowskiego na stanowisko zastępcy Komendanta Służby Ochrony Państwa, - Pawła Tymińskiego na stanowisko zastępcy Komendanta Służby Ochrony Państwa, - Patrycji Szpak na stanowisko zastępcy prezesa Państwowego Gospodarstwa Wodnego Wody Polskie, - Bogdana Ścibuta na stanowisko komendanta głównego Ochotniczych Hufców Pracy, - Marcina Walentynowicza na stanowisko dyrektora Centralnego Ośrodka Informatyki. | - Tomasza Miłkowskiego ze stanowiska szefa Biura Ochrony Rządu, - Roberta Nowakowskiego ze stanowiska zastępcy szefa Biura Ochrony Rządu, - Pawła Tymińskiego ze stanowiska zastępcy szefa Biuro Ochrony Rządu, - Marka Surmacza ze stanowiska Komendanta Głównego Ochotniczych Hufców Pracy (powołany na to stanowisko 27 listopada 2015), - Marcina Suchara ze stanowiska dyrektora Centralnego Ośrodka Informatyki (powołany na to stanowisko 23 czerwca 2017). |
| 2 lutego 2018 | |
| - Bogusława Piątka na stanowisko zastępcy dyrektora generalnego Państwowego Gospodarstwa Leśnego Lasy Państwowe. | - Andrzeja Borowskiego ze stanowiska zastępcy dyrektora generalnego Państwowego Gospodarstwa Leśnego Lasy Państwowe (powołany na to stanowisko 20 listopada 2015). |
| 5 lutego 2018 | |
| - Krzysztofa Falkowskiego na stanowisko prezesa Agencji Mienia Wojskowego, - Jarosława Czarneckiego na stanowisko zastępcy prezesa Państwowego Gospodarstwa Wodnego Wody Polskie. | - Krzysztofa Milewskiego, zastępcy prezesa Agencji Mienia Wojskowego, z powierzenia obowiązków prezesa Agencji Mienia Wojskowego (powołany na to stanowisko 1 grudnia 2017), - Iwony Kozy i Mateusza Balcerowicza ze stanowisk zastępców prezesa Państwowego Gospodarstwa Wodnego Wody Polskie (powołani na te stanowiska 2 stycznia 2018). |
| 8 lutego 2018 | |
| - Norbertowi Książkowi, zastępcy Głównego Inspektora Nadzoru Budowlanego, powierzenie obowiązków Głównego Inspektora Nadzoru Budowlanego. | - Anity Oleksiak z powierzenia obowiązków Głównego Inspektora Nadzoru Budowlanego (powołana na to stanowisko 12 sierpnia 2017). |
| 15 lutego 2018 | |
| - Michała Wiśniewskiego na stanowisko zastępcy dyrektora generalnego Krajowego Ośrodek Wsparcia Rolnictwa. | – |
| 16 lutego 2018 | |
| – | - Ilony Kowalskiej ze stanowiska zastępcy prezesa Agencji Mienia Wojskowego (powołana na to stanowisko 1 października 2015), - Marcina Kowalczyka ze stanowiska zastępcy prezesa Agencji Mienia Wojskowego (powołany na to stanowisko od 1 grudnia 2017), - Krzysztofa Milewskiego ze stanowiska zastępcy prezesa Agencji Mienia Wojskowego (powołany na to stanowisko od 1 grudnia 2017). |
| 19 lutego 2018 | |
| - Piotra Jastrzębskiego na stanowisko zastępcy prezesa Agencji Mienia Wojskowego. | – |
| 22 lutego 2018 | |
| - Roberta Muchy na stanowisko zastępcy szefa Służby Kontrwywiadu Wojskowego, - Macieja Szpanowskiego na stanowisko zastępcy szefa Służby Kontrwywiadu Wojskowego, - Joanny Kopczyńskiej na stanowisko zastępcy prezesa Krajowego Zarządu Gospodarki Wodnej, - Aleksandry Dziurosz na stanowisko zastępcy dyrektora Narodowego Instytutu Muzyki i Tańca. | - Tomasza Grudzińskiego ze stanowiska zastępcy szefa Służby Kontrwywiadu Wojskowego (powołany na to stanowisko w październiku 2016). |
| luty 2018 | |
| - Henryka Bujaka na stanowisko dyrektora Instytutu Hodowli i Aklimatyzacji Roślin – Państwowego Instytutu Badawczego. | - Pawła Młynarczyka ze stanowiska zastępcy prezesa Polskiej Agencji Żeglugi Powietrznej. |
| 13 marca 2018 | |
| - Andrzeja Przybycina na stanowisko prezesa Państwowej Agencji Atomistyki. | - Andrzeja Przybycina z powierzenia obowiązków prezesa Państwowej Agencji Atomistyki (powołany na to stanowisko 31 marca 2016). |
| 14 marca 2018 | |
| - Grzegorza Brony na stanowisko prezesa Polskiej Agencji Kosmicznej. | – |
| 17 marca 2018 | |
| - Marcinowi Wójtowiczowi, dyrektorowi generalnemu Głównego Urzędu Geodezji i Kartografii, powierzenie obowiązków Głównego Geodety Kraju. | - Grażyny Kierznowskiej ze stanowisk Główny Geodety Kraju oraz prezesa Głównego Urzędu Geodezji i Kartografii (powołana na te stanowiska 22 maja 2017). |
| 26 marca 2018 | |
| - Norberta Książka na stanowisko Głównego Inspektora Nadzoru Budowlanego. | - Norberta Książka z powierzenia obowiązków Głównego Inspektora Nadzoru Budowlanego (powołany na to stanowisko 8 lutego 2018) oraz ze stanowiska zastępcy GINB (powołany na to stanowisko 20 października 2017). |
| marzec 2018 | |
| - Wiolety Gorzkowskiej na stanowisko zastępcy Komendanta Głównego Straży Granicznej, - Grzegorzowi Niemcowi powierzenie obowiązków zastępcy Komendanta Głównego Straży Granicznej. | - Marka Małkowskiego ze stanowiska zastępcy Komendanta Głównego Straży Granicznej. |
| 5 kwietnia 2018 | |
| - Rafałowi Kozłowskiemu powierzenie obowiązków zastępcy Głównego Inspektor Transportu Drogowego. | – |
| 8 maja 2018 | |
| - Barbarze Walenciuk powierzenie obowiązków Głównego Inspektora Farmaceutycznego. | - Zbigniewa Niewójta z powierzenia obowiązków Głównego Inspektora Farmaceutycznego (powołany na to stanowisko 1 listopada 2015) oraz ze stanowiska zastępcy Głównego Inspektora Farmaceutycznego (powołany na to stanowisko 7 marca 2007). |
| 30 maja 2018 | |
| – | - Krzysztofa Hejduka ze stanowiska zastępcy Komendanta Państwowej Straży Pożarnej (powołany na to stanowisko 19 lutego 2016). |
| 31 maja 2018 | |
| – | - Krzysztofa Lissowskiego ze stanowiska Generalnego Dyrektora Ochrony Środowiska (powołany na to stanowisko 15 lutego 2016). |
| maj 2018 | |
| – | - Heleny Michałek ze stanowiska zastępcy Komendanta Głównego Policji (powołana na to stanowisko 14 stycznia 2016), - Eugeniusza Szczęśniaka ze stanowiska zastępcy szefa Służby Wywiadu Wojskowego (powołany na to stanowisko w marcu 2017). |
| 1 czerwca 2018 | |
| - Andrzejowi Szwedzie-Lewandowskiemu powierzenie obowiązków Generalnego Dyrektora Ochrony Środowiska, - Piotra Woźnego na stanowisko zastępcy prezesa Narodowego Funduszu Ochrony Środowiska i Gospodarki Wodnej. | – |
| 6 czerwca 2018 | |
| - Krzysztofa Piątka na stanowisko zastępcy Głównego Inspektora Nadzoru Budowlanego, - Pawła Kulbickiego na stanowisko zastępcy Głównego Inspektora Nadzoru Budowlanego. | - Macina Wójtowicza, dyrektora Generalnego Głównego Urzędu Geodezji i Kartografii, z powierzenia obowiązków Głównego Geodety Kraju. |
| 7 czerwca 2018 | |
| - Waldemara Izdebskiego na stanowisko Głównego Geodety Kraju. | – |
| 15 czerwca 2018 | |
| - Andrzeja Jacyny na stanowisko prezesa Narodowego Funduszu Zdrowia. | - Andrzeja Jacyny z powierzenie obowiązków prezesa Narodowego Funduszu Zdrowia (powołany na to stanowisko 14 marca 2016). |
| 18 czerwca 2018 | |
| – | - Macieja Miłkowskiego ze stanowiska zastępcy prezesa Narodowego Funduszu Zdrowia (powołany na to stanowisko 15 lutego 2016). |
| 22 czerwca 2018 | |
| - Adama Abramowicza na stanowisko Rzecznika Małych i Średnich Przedsiębiorców. | – |
| 27 czerwca 2018 | |
| - Dariusza Tereszkowskiego-Kamińskiego na stanowisko zastępcy prezesa Narodowego Funduszu Zdrowia. | – |
| 2 lipca 2018 | |
| – | - Witolda Strobla ze stanowiska dyrektora generalnego Krajowego Ośrodka Wsparcia Rolnictwa (powołany na to stanowisko 1 września 2017), - Waldemara Sochaczewskiego ze stanowiska zastępcy dyrektora generalnego Krajowego Ośrodka Wsparcia Rolnictwa (powołany na to stanowisko 1 września 2017), - Andrzeja Sutkowskiego ze stanowiska zastępcy dyrektora generalnego Krajowego Ośrodka Wsparcia Rolnictwa (powołany na to stanowisko 1 września 2017), - Janusza Zaniewskiego ze stanowiska zastępcy dyrektora generalnego Krajowego Ośrodka Wsparcia Rolnictwa (powołany na to stanowisko 1 września 2017), - Sylwii Iwańczuk ze stanowiska zastępcy dyrektora generalnego Krajowego Ośrodka Wsparcia Rolnictwa (powołana na to stanowisko 12 grudnia 2017). |
| 3 lipca 2018 | |
| - Piotra Serafina na stanowisko dyrektora generalnego Krajowego Ośrodka Wsparcia Rolnictwa. | – |
| 5 lipca 2018 | |
| - Grzegorza Pięty na stanowisko zastępcy dyrektora generalnego Krajowego Ośrodka Wsparcia Rolnictwa, - Moniki Tyski na stanowisko zastępcy dyrektora generalnego Krajowego Ośrodka Wsparcia Rolnictwa. | – |
| 8 lipca 2018 | |
| – | - Janusza Niedzieli ze stanowiska prezesa Polskiej Agencji Żeglugi Powietrznej (powołany na to stanowisko 22 grudnia 2016). |
| 9 lipca 2018 | |
| - Januszowi Janiszewskiemu powierzenie obowiązków prezesa Polskiej Agencji Żeglugi Powietrznej. | – |
| 12 lipca 2018 | |
| - Adama Niedzielskiego na stanowisko zastępcy prezesa Narodowego Funduszu Zdrowia. | – |
| 18 lipca 2018 | |
| - Wojciecha Szajnara na stanowisko dyrektora Centrum Projektów Polska Cyfrowa. | - Wojciecha Szajnara ze stanowiska zastępcy dyrektora Centrum Projektów Polska Cyfrowa (powołany na to stanowisko w czerwcu 2017). |
| 31 lipca 2018 | |
| – | - Marka Haliniaka ze stanowiska Głównego Inspektora Ochrony Środowiska (powołany na to stanowisko 25 maja 2016). |
| lipiec 2018 | |
| - Krzysztofa Banaszka na stanowisko zastępcy szefa Służby Wywiadu Wojskowego, - Markowi Surmaczowi powierzenie obowiązków zastępcy Głównego Inspektora Ochrony Środowiska. | - Eugeniusza Szczęśniaka ze stanowiska zastępcy szefa Służby Wywiadu Wojskowego. |
| 1 sierpnia 2018 | |
| - Pawłowi Ciećce powierzenie obowiązków Głównego Inspektora Ochrony Środowiska. | – |
| 13 sierpnia 2018 | |
| - Annie Gut powierzenie obowiązków zastępcy dyrektora generalnego Krajowego Ośrodek Wsparcia Rolnictwa. | – |
| 30 sierpnia 2018 | |
| - Jarosława Pinkasa na stanowisko Głównego Inspektora Sanitarnego, - Tomaszowi Żuchowskiemu powierzenie obowiązków Generalnego Dyrektora Dróg Krajowych i Autostrad. | - Jacka Grygi, zastępcy Generalnego Dyrektora Dróg Krajowych i Autostrad, z powierzenia obowiązków Generalnego Dyrektora Dróg Krajowych i Autostrad (powołany na to stanowisko 9 listopada 2017), - Marka Posobkiewicza ze stanowiska Głównego Inspektora Sanitarnego (powołany na to stanowisko 3 sierpnia 2015, podał się do dymisji 20 lipca 2018). |
| 3 września 2018 | |
| - Karola Kossa na stanowisko zastępcy Głównego Geodety Kraju. | – |
| 4 września 2018 | |
| - Arkadiusza Biskupa na stanowisko zastępcy Komendanta Głównego Państwowej Straży Pożarnej. | – |
| 13 września 2018 | |
| – | - Małgorzaty Stręciwilk ze stanowiska prezesa Urzędu Zamówień Publicznych (powołany na to stanowisko 8 lutego 2016). |
| 20 września 2018 | |
| - Jacka Cieplaka na stanowisko zastępcy Rzecznika Małych i Średnich Przedsiębiorców. | – |
| 21 września 2018 | |
| - Anetty Maciejewskiej na stanowisko zastępcy szefa Agencji Wywiadu. | – |
| 25 września 2018 | |
| – | - Włodzimierza Lewandowskiego ze stanowiska prezesa Głównego Urzędu Miar (powołany na to stanowisko 17 maja 2016). |
| 26 września 2018 | |
| - Maciejowi Dobieszewskiemu, wiceprezesowi GUM, powierzenie obowiązków prezesa Głównego Urzędu Miar. | – |
| 26 października 2018 | |
| – | - Adama Wojciecha Sekścińskiego ze stanowiska prezesa Kasy Rolniczego Ubezpieczenia Społecznego. |
| 29 października 2018 | |
| - Aleksandry Hadzik na stanowisko prezes Kasy Rolniczego Ubezpieczenia Społecznego. | – |
| 6 listopada 2018 | |
| – | - Wojciecha Woźniaka ze stanowiska Naczelnego Dyrektora Archiwów Państwowych (powołany na to stanowisko 21 kwietnia 2016). |
| 13 listopada 2018 | |
| – | - Marka Chrzanowskiego ze stanowiska przewodniczącego Komisji Nadzoru Finansowego (powołany na to stanowisko 13 października 2016). |
| 15 listopada 2018 | |
| - Ryszardowi Wojtkowskiemu, zastępcy Naczelnego Dyrektora Archiwów Państwowych, powierzenie obowiązków Naczelnego Dyrektora Archiwów Państwowych. | – |
| 16 listopada 2018 | |
| - Dariusza Augustyniaka na stanowisko zastępcy Komendanta Głównego Policji. | – |
| 14 grudnia 2018 | |
| – | - Krzysztofa Jażdżewskiego ze stanowiska zastępcy Głównego Lekarza Weterynarii (powołany na to stanowisko 7 lipca 2014). |
| 18 grudnia 2018 | |
| - Huberta Nowaka na stanowisko prezesa Urzędu Zamówień Publicznych, - Marcinowi Górce powierzenie obowiązków wiceprezesa Polskiej Agencji Kosmicznej. | - Huberta Nowaka ze stanowiska wiceprezesa Urzędu Zamówień Publicznych (powołany na to stanowisko 15 grudnia 2016). |
| 20 grudnia 2018 | |
| - Marleny Maląg na stanowisko prezesa Państwowego Funduszu Rehabilitacji Osób Niepełnosprawnych. | - Doroty Habich, wiceprezesa Państwowego Funduszu Rehabilitacji Osób Niepełnosprawnych, z powierzenia obowiązków prezesa Państwowego Funduszu Rehabilitacji Osób Niepełnosprawnych (powołana na to stanowisko 14 czerwca 2017). |
| 31 grudnia 2018 | |
| - Waldemara Parucha na stanowisko szefa Centrum Analiz Strategicznych. | – |
| 30 stycznia 2019 | |
| - Przemysława Ligenzy na stanowisko dyrektora Instytutu Meteorologii i Gospodarki Wodnej. | - Andrzeja Diakonowa ze stanowiska zastępcy przewodniczącego Komisji Nadzoru Finansowego (powołany na to stanowisko 25 lipca 2017). |
| 31 stycznia 2019 | |
| - Pawła Pietrzyka na stanowisko Naczelnego Dyrektora Archiwów Państwowych. | - Ryszarda Wojtkowskiego, zastępcy Naczelnego Dyrektora Archiwów Państwowych, z powierzenia obowiązków Naczelnego Dyrektora Archiwów Państwowych (powołany na to stanowisko 15 listopada 2018). |
| styczeń 2019 | |
| – | - Andrzeja Pyrży ze stanowiska zastępcy prezesa Urzędu Patentowego (powołany na to stanowisko 15 lipca 2002). |
| 4 lutego 2019 | |
| - Małgorzaty Iwanicz-Drozdowskiej na stanowisko zastępcy przewodniczącego Komisji Nadzoru Finansowego. | – |
| 5 lutego 2019 | |
| – | - Marka Millera, zastępcy prezesa Prokuratorii Generalnej Rzeczypospolitej Polskiej, z powierzenia obowiązków prezesa Prokuratorii Generalnej Rzeczypospolitej Polskiej (powołany na to stanowisko w październiku 2018). |
| 6 lutego 2019 | |
| - Mariusza Haładyja na stanowisko prezesa Prokuratorii Generalnej Rzeczypospolitej Polskiej. | – |
| 8 lutego 2019 | |
| – | - Sławomira Wachowicza ze stanowiska zastępcy prezesa Urzędu Patentowego RP (powołany na to stanowisko 23 lutego 2004). |
| 11 lutego 2019 | |
| – | - Karola Kossa ze stanowiska zastępcy Głównego Geodety Kraju (powołany na to stanowisko 3 września 2018). |
| 12 lutego 2019 | |
| – | - Kazimierza Kujdy ze stanowiska prezesa Narodowego Funduszu Ochrony Środowiska i Gospodarki Wodnej (powołany na to stanowisko w październiku 2015). |
| 15 lutego 2019 | |
| – | - Jacka Kucharskiego ze stanowiska zastępcy Głównego Lekarza Weterynarii (powołany na to stanowisko 1 kwietnia 2016). |
| 26 lutego 2019 | |
| - Dariusza Augustyniaka na stanowisko I zastępcy Komendanta Głównego Policji, - Kamila Brachy i Tomasza Szymańskiego na stanowiska zastępców Komendanta Głównego Policji, - Józefowi Ruszerowi powierzenie obowiązków dyrektora Instytutu Literatury, - utworzenie Instytutu Literatury. | - Andrzeja Szymczyka ze stanowiska I zastępcy Komendanta Głównego Policji, - Dariusza Augustyniaka i Jana Lacha ze stanowisk zastępców Komendanta Głównego Policji. |
| 6 marca 2019 | |
| - Grzegorzowi Pięcie powierzenie obowiązków dyrektora generalnego Krajowego Ośrodka Wsparcia Rolnictwa, - Krzysztofowi Królowi, zastępcy Komendanta Służby Ochrony Państwa, powierzenie obowiązków komendanta Służby Ochrony Państwa. | - Piotra Serafina z powierzenia obowiązków dyrektora generalnego Krajowego Ośrodka Wsparcia Rolnictwa (powołany na to stanowisko 3 lipca 2018). |
| 7 marca 2019 | |
| - Krzysztofa Wacławka na stanowisko zastępcy szefa Agencji Bezpieczeństwa Wewnętrznego. | – |
| 10 marca 2019 | |
| – | - Marcina Pachuckiego ze stanowiska zastępcy przewodniczącego Komisji Nadzoru Finansowego (powołany na to stanowisko 16 lutego 2017). |
| 11 marca 2019 | |
| - Rafała Mikusińskigo na stanowisko zastępcy przewodniczącego Komisji Nadzoru Finansowego. | – |
| 15 marca 2019 | |
| - Katarzyny Piskorz na stanowisko zastępcy Głównego Lekarza Weterynarii. | – |
| 18 marca 2019 | |
| - Alicji Kulki na stanowisko zastępcy Głównego Geodety Kraju. | – |
| 26 marca 2019 | |
| - Wojciecha Kędzi na stanowisko zastępcy dyrektora generalnego Krajowego Ośrodka Wsparcia Rolnictwa. | – |
| 29 marca 2019 | |
| - Michałowi Szaniawskiemu powierzenie obowiązków prezesa Polskiej Agencji Kosmicznej. | - Grzegorza Brony ze stanowiska prezesa Polskiej Agencji Kosmicznej (powołany na to stanowisko 12 marca 2018). |
| marzec 2019 | |
| - Radosławowi Sierpińskiemu powierzenie obowiązków prezesa Agencji Badań Medycznych. | – |
| 1 kwietnia 2019 | |
| - Małgorzacie Gośniowskiej-Kola powierzenie obowiązków zastępcy dyrektora generalnego Krajowego Ośrodka Wsparcia Rolnictwa, - Piotra Dardzińskiego na stanowisko prezesa Sieci Badawczej Łukasiewicz. | – |
| 5 kwietnia 2019 | |
| - Teresy Sosnowskiej i Ewy Zielińskiej na stanowiska zastępcy prezesa Polskiego Komitetu Normalizacyjnego. | – |
| 11 kwietnia 2019 | |
| - Bernarda Waśko na stanowisko zastępy prezesa Narodowego Funduszu Zdrowia. | – |
| 15 kwietnia 2019 | |
| - Jana Białkowskiego na stanowisko zastępcy dyrektora generalnego Krajowego Ośrodka Wsparcia Rolnictwa. | – |
| kwiecień 2019 | |
| – | - Moniki Tyski ze stanowiska zastępcy dyrektora generalnego Krajowego Ośrodka Wsparcia Rolnictwa (powołana na to stanowisko 5 lipca 2018), - Andrzeja Knecia ze stanowiska zastępcy prezesa Kasy Rolniczego Ubezpieczenia Społecznego (powołany na to stanowisko 20 stycznia 2016), - Roberta Muchy ze stanowiska zastępcy szefa Służby Kontrwywiadu Wojskowego (powołany na to stanowisko 22 lutego 2018). |
| 7 maja 2019 | |
| - Bogdana Konopki na stanowisko Głównego Lekarza Weterynarii, - Pawła Niemczuka na stanowisko zastępcy Głównego Lekarza Weterynarii. | - Pawła Niemczuka ze stanowiska Głównego Lekarza Weterynarii (powołany na to stanowisko 30 grudnia 2016). |
| 8 maja 2019 | |
| - Karolowi Krajewskiemu powierzenie obowiązków dyrektora Narodowego Instytutu Kultury i Dziedzictwa Wsi. | – |
| 9 maja 2019 | |
| - Edyty Dembek-Siwek na stanowisko prezesa Urzędu Patentowego RP. | – |
| 15 maja 2019 | |
| - Joanny Chojeckiej na stanowisko zastępcy Naczelnego Dyrektora Archiwów Państwowych. | – |
| 19 maja 2019 | |
| – | - Barbary Loby ze stanowiska wiceprezesa Urzędu Zamówień Publicznych (powołana na to stanowisko 15 stycznia 2018). |
| maj 2019 | |
| - Pawła Bojarskiego na stanowisko zastępcy szefa Służby Kontrwywiadu Wojskowego, - Sebastiana Jaworskiego na stanowisko zastępcy prezesa Agencji Restrukturyzacji i Modernizacji Rolnictwa. | - Alicji Adamczak ze stanowiska prezesa Urzędu Patentowego RP (powołana na to stanowisko 1 lipca 2002), - Marka Deutscha ze stanowiska zastępcy prezesa Agencji Restrukturyzacji i Modernizacji Rolnictwa (powołany na to stanowisko 3 listopada 2017). |
| 4 czerwca 2019 | |
| – | - Krzysztofa Brzózki ze stanowiska dyrektora Państwowej Agencji Rozwiązywania Problemów Alkoholowych (powołany na to stanowisko w 2007). |
| 5 czerwca 2019 | |
| - Pawła Olszewskiego na stanowisko Komendanta Służby Ochrony Państwa. | - Krzysztofa Króla, zastępcy Komendanta Służby Ochrony Państwa, z pełnienia obowiązków komendanta Służby Ochrony Państwa (powołany na to stanowisko 6 marca 2019). |
| 11 czerwca 2019 | |
| – | - Doroty Karczewskiej ze stanowiska wiceprezesa Urzędu Ochrony Konkurencji i Konsumentów (powołana na to stanowisko 11 czerwca 2014). |
| czerwiec 2019 | |
| – | - Macieja Bando ze stanowiska prezesa Urzędu Regulacji Energetyki (powołany na to stanowisko 2 czerwca 2014). |
| 17 lipca 2019 | |
| – | - Andrzeja Jacyny ze stanowiska prezesa Narodowego Funduszu Zdrowia (powołany na to stanowisko 15 czerwca 2018). |
| 18 lipca 2019 | |
| - Adamowi Niedzielskiemu, zastępcy prezesa Narodowego Funduszu Zdrowia, powierzenie obowiązków prezesa Narodowego Funduszu Zdrowia. | – |
| 24 lipca 2019 | |
| - Rafała Gawina na stanowisko prezesa Urzędu Regulacji Energetyki. | – |
| 1 sierpnia 2019 | |
| - Jarosława Szajnera na stanowisko szefa Urzędu do Spraw Cudzoziemców. | - Rafała Rogali ze stanowiska szefa Urzędu do Spraw Cudzoziemców (powołany na to stanowisko 1 sierpnia 2007). |
| 5 sierpnia 2019 | |
| - Radosława Wiśniewskiego na stanowisko prezesa Głównego Urzędu Miar. | - Macieja Dobieszewskiego, zastępcy prezesa Głównego Urzędu Miar, z powierzenia obowiązków prezesa Głównego Urzędu Miar (powołany na to stanowisko 26 września 2018). |
| 23 sierpnia 2019 | |
| - Wojciecha Szelągowskiego na stanowisko pełnomocnika ds. organizacji Krajowego Zasobu Nieruchomości. | – |
| 26 sierpnia 2019 | |
| - Tomasza Chróstnego na stanowisko wiceprezesa Urzędu Ochrony Konkurencji i Konsumentów. | – |
| 28 sierpnia 2019 | |
| - Tomaszowi Nowakowskiemu, pełniącemu obowiązki zastępcy prezesa Agencji Restrukturyzacji i Modernizacji Rolnictwa, powierzenie obowiązków prezesa Agencji Restrukturyzacji i Modernizacji Rolnictwa. | - Marii Fajger ze stanowiska prezesa Agencji Restrukturyzacji i Modernizacji Rolnictwa (powołana na to stanowisko 1 listopada 2017). |
| 6 września 2019 | |
| - Jana Kuzawińskiego na stanowisko wiceprezesa Krajowej Izby Odwoławczej. | – |
| 10 września 2019 | |
| – | - Andrzeja Przybycina ze stanowiska prezesa Państwowej Agencji Atomistyki (powołany na to stanowisko 13 marca 2018). |
| 11 września 2019 | |
| - Łukasza Młynarkiewicza na stanowisko prezesa Państwowej Agencji Atomistyki. | – |
| 30 września 2019 | |
| – | - Radosława Sierpińskiego z powierzenia obowiązków prezesa Agencji Badań Medycznych (powołany na to stanowisko w marcu 2019). |
| 1 października 2019 | |
| - Michała Szaniawskiego na stanowisko prezesa Państwowej Agencji Kosmicznej, - Piotra Czauderny na stanowisko prezesa Agencji Badań Medycznych. | – |
| 9 października 2019 | |
| - Mateusza Damrata na stanowisko dyrektora Państwowego Instytutu Geologicznego-Państwowego Instytutu Badawczego. | – |
| 10 października 2019 | |
| - Adama Niedzielskiego na stanowisko prezesa Narodowego Funduszu Zdrowia, - Karolinie Wieczorek powierzenie obowiązków zastępcy Głównego Inspektora Transportu Drogowego. | – |
| 11 października 2019 | |
| – | - Aleksandry Wiktorow ze stanowiska Rzecznika Finansowego (powołany na to stanowisko w 2015). |
| 14 października 2019 | |
| - Mariusza Goleckiego na stanowisko Rzecznika Finansowego. | – |
| 30 października 2019 | |
| – | - Pawła Niemczuka ze stanowiska zastępcy Głównego Lekarza Weterynarii (powołany na to stanowisko 7 maja 2019). |
| 1 listopada 2019 | |
| - Joanny Knapińskiej na stanowisko wiceprezesa Urzędu Zamówień Publicznych, - Mateusza Winiarza na stanowisko wiceprezesa Urzędu Zamówień Publicznych. | – |
| 4 listopada 2019 | |
| - Mirosława Welza na stanowisko zastępcy Głównego Lekarza Weterynarii. | – |
| 5 listopada 2019 | |
| - Jakuba Berezowskiego na stanowisko zastępcy prezesa Agencji Badań Medycznych. | – |
| 14 listopada 2019 | |
| – | - Marleny Maląg ze stanowiska prezesa Państwowego Funduszu Rehabilitacji Osób Niepełnosprawnych (powołana na to stanowisko 20 grudnia 2018). |
| listopad 2019 | |
| – | - Mariusza Kałużnego ze stanowiska dyrektora Centralnego Ośrodka Sportu (powołany na to stanowisko w 2018). |
| 2019 | |
| - Katarzynie Łukowskiej powierzenie obowiązków dyrektora Państwowej Agencji Rozwiązywania Problemów Alkoholowych. | – |